# Sapromyza zetterstedti
Sapromyza zetterstedti är en tvåvingeart som beskrevs av Friedrich Georg Hendel 1908. Sapromyza zetterstedti ingår i släktet Sapromyza och familjen lövflugor. Arten är reproducerande i Sverige. Inga underarter finns listade i Catalogue of Life.